# 머코구

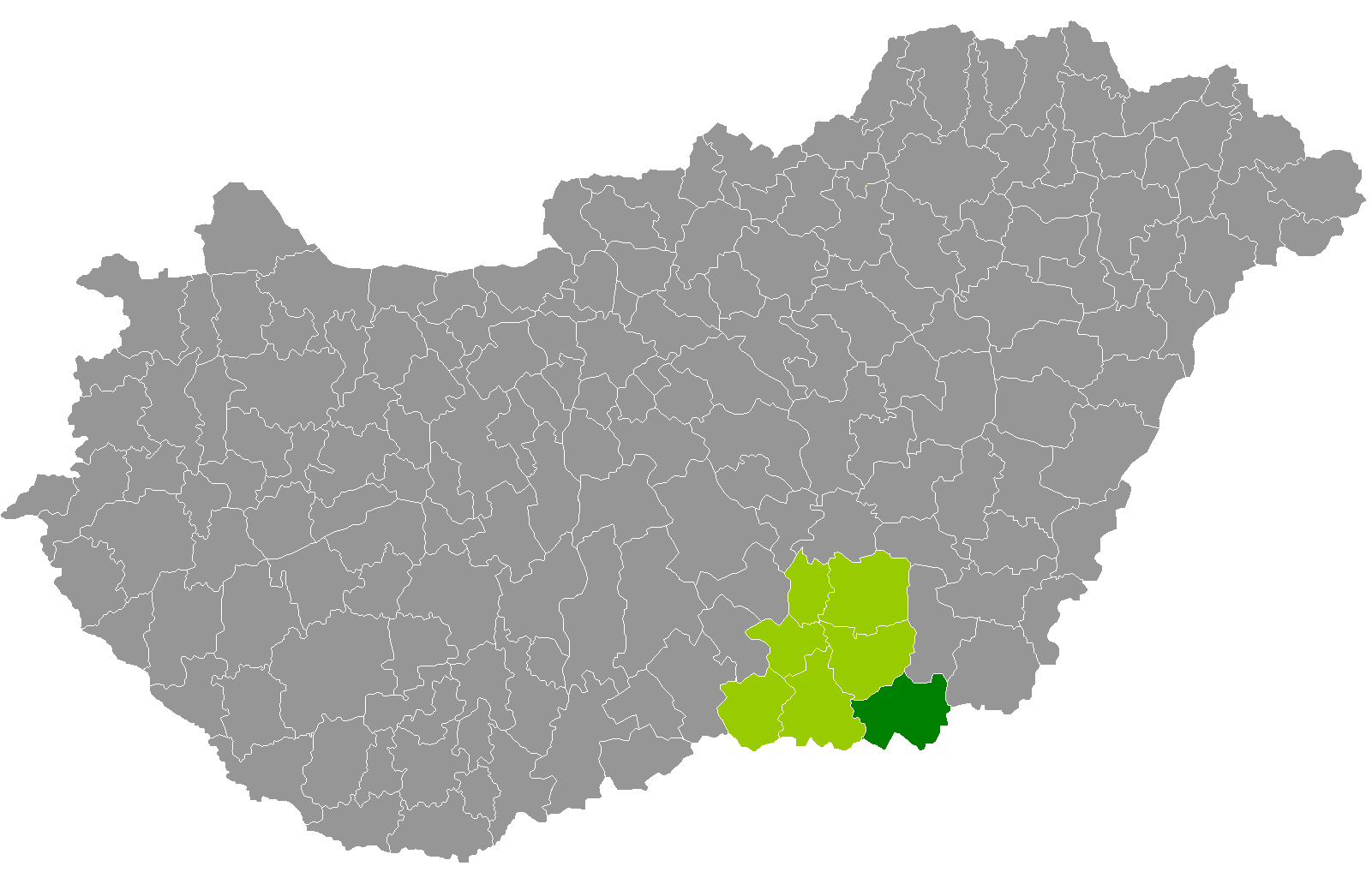
촌그라드처나드주 지도에 표시된 머코구의 위치

머코구(헝가리어: Makói járás)는 헝가리 촌그라드처나드주에 위치한 구로 구청 소재지는 머코이며 면적은 688.85km2, 인구는 45,138명(2011년 기준), 인구 밀도는 66명/km2이다.
서쪽으로는 세게드구, 북쪽으로는 호드메죄바샤르헤이구, 베케시주 오로슈하저구와 접하며 남쪽으로는 루마니아와 국경을 접한다. 15개 지방 자치체(2개 시, 13개 마을)를 관할한다.

구기
구 문장